# Ponávka (mikroregion)
Ponávka je svazek obcí Česká, Lelekovice, Vranov, který sdružuje tři obce v okrese Brno-venkov těsně za severními hranicemi města Brna. Obcemi protéká potok Ponávka, který dále po proudu v Brně protéká potrubím a vlévá se do Svitavy.
Hlavními společnými znaky obcí mikroregionu je velký rozvoj v posledních letech (zejména bydlení v rodinných domcích) a těsná vazba na město Brno. Tradičně dobrá spolupráce obcí vyústila v založení mikroregionu za účelem společného řešení problematiky životního prostředí, turistiky, nabídky pro bydlení a podnikání.
Území je velmi dobře dostupné sítí příměstských autobusů z města Brna a je protkáno sítí turistických značek. Na vrcholu Babího lomu 562 m n. m. je rozhledna s dobrou viditelností do dalekého okolí. Nejvýznamnější památkou je poutní místo – raně barokní paulánský klášter a farní kostel Narození Panny Marie z let 1622–1634 ve Vranově.

## Obce sdružené v mikroregionu
- Česká
- Lelekovice
- Vranov